# Copa Antel 2011
La Copa Antel, denominada Copa Antel Bicentenario, es un torneo amistoso de fútbol que se disputó en Uruguay, en conmemoración del Bicentenario de la Batalla de Las Piedras y del proceso de independencia de Uruguay. En la primera edición de la Copa Antel participaron los dos clubes uruguayos denominados grandes, Peñarol y Nacional, que disputaron una edición más del clásico uruguayo, en el marco de la pretemporada de la segunda parte del campeonato uruguayo 2010-11.
El torneo fue organizado por la empresa Tenfield, y contó con el patrocinio de la empresa estatal Antel, la cual además también patrocinaba en su camiseta a los dos equipos grandes del país. Peñarol se adjudicó la Copa Bicentenario tras vencer a Nacional por 2-1. 

## Desarrollo del partido
A pesar de sufrir la expulsión del mediocampista Nicolás Freitas a los 28 minutos de juego, Peñarol se pondría en ventaja poco después del comienzo del segundo tiempo, cuando Juan Manuel Olivera anotaba de cabeza. Nacional iba a empatar el partido a los 60 minutos por medio de Sergio Cortelezzi que luego de conectar de pierna derecha veía como apenas la pelota pasaba la línea del arco. Las protestas de los jugadores de Peñarol que clamaban que la pelota no había entrado, solamente les valieron tres tarjetas amarillas. El marcador entonces igualado daba a pensar que Nacional, con un jugador más, podría ponerse arriba en el marcador. Sin embargo, fue Matías Mier quien, a los 65 minutos, de pierna zurda anotaba el segundo gol aurinegro luego de hacer un sombrerito a Coates y a Marques.

## Partido
| 25    | POR   | Rodrigo Muñoz       |     |
| 18    | DEF   | Gonzalo Godoy       |     |
| 3     | DEF   | Alexis Rolin        |     |
| 19    | DEF   | Sebastián Coates    |     |
| 4     | DEF   | Christian Núñez     | 36' |
| 8     | MED   | Matías Cabrera      |     |
| 23    | MED   | Facundo Píriz       |     |
| 10    | MED   | Tabaré Viudez       |     |
| 7     | DEL   | Martín Cauteruccio  | 68' |
| 20    | DEL   | Santiago García     |     |
| 11    | DEL   | Horacio Peralta     | 36' |
| D. T. | D. T. | Juan Ramón Carrasco |     |

| 1     | POR   | Sebastián Sosa      |     |
| 15    | DEF   | Mathías Corujo      |     |
| 4     | DEF   | Alejandro González  |     |
| 22    | DEF   | Darío Rodríguez     |     |
| 24    | DEF   | Emiliano Albín      |     |
| 11    | MED   | Fabián Estoyanoff   | 46' |
| 25    | MED   | Nicolás Domingo     |     |
| 5     | MED   | Nicolás Freitas     |     |
| 14    | MED   | Luis Aguiar         |     |
| 8     | DEL   | Antonio Pacheco     | 46' |
| 19    | DEL   | Juan Manuel Olivera |     |
| D. T. | D. T. | Diego Aguirre       |     |

| 24 | DEF | Gabriel Marques   | 36' |
| 13 | DEL | Sergio Cortelezzi | 36' |
| 14 | MED | Robert Flores     | 68' |

| 21 | MED | Matías Mier           | 46' |
| 10 | DEL | Alejandro Martinuccio | 46' |

| Anotado | 60' | Sergio Cortelezzi |

| Anotado | 48' | Juan Manuel Olivera |
| Anotado | 65' | Matías Mier         |

| Amonestado | 5'  | Horacio Peralta |
| Amonestado | 15' | Christian Núñez |

| Amonestado | 12' | Emiliano Albín      |
| Amonestado | 42' | Mathías Corujo      |
| Amonestado | 61' | Darío Rodríguez     |
| Amonestado | 61' | Juan Manuel Olivera |
| Amonestado | 61' | Nicolás Domingo     |

| Otorgado · Otorgado otra vez · Expulsado | 1', 28' | Nicolás Freitas |

| Árbitro             | Héctor Martínez |
| Árbitros asistentes | Carlos Changala |
| Árbitros asistentes | Robert Muniz    |

| 25    | POR   | Rodrigo Muñoz       |     |
| 18    | DEF   | Gonzalo Godoy       |     |
| 3     | DEF   | Alexis Rolin        |     |
| 19    | DEF   | Sebastián Coates    |     |
| 4     | DEF   | Christian Núñez     | 36' |
| 8     | MED   | Matías Cabrera      |     |
| 23    | MED   | Facundo Píriz       |     |
| 10    | MED   | Tabaré Viudez       |     |
| 7     | DEL   | Martín Cauteruccio  | 68' |
| 20    | DEL   | Santiago García     |     |
| 11    | DEL   | Horacio Peralta     | 36' |
| D. T. | D. T. | Juan Ramón Carrasco |     |

| 1     | POR   | Sebastián Sosa      |     |
| 15    | DEF   | Mathías Corujo      |     |
| 4     | DEF   | Alejandro González  |     |
| 22    | DEF   | Darío Rodríguez     |     |
| 24    | DEF   | Emiliano Albín      |     |
| 11    | MED   | Fabián Estoyanoff   | 46' |
| 25    | MED   | Nicolás Domingo     |     |
| 5     | MED   | Nicolás Freitas     |     |
| 14    | MED   | Luis Aguiar         |     |
| 8     | DEL   | Antonio Pacheco     | 46' |
| 19    | DEL   | Juan Manuel Olivera |     |
| D. T. | D. T. | Diego Aguirre       |     |

| 24 | DEF | Gabriel Marques   | 36' |
| 13 | DEL | Sergio Cortelezzi | 36' |
| 14 | MED | Robert Flores     | 68' |

| 21 | MED | Matías Mier           | 46' |
| 10 | DEL | Alejandro Martinuccio | 46' |

| Anotado | 60' | Sergio Cortelezzi |

| Anotado | 48' | Juan Manuel Olivera |
| Anotado | 65' | Matías Mier         |

| Amonestado | 5'  | Horacio Peralta |
| Amonestado | 15' | Christian Núñez |

| Amonestado | 12' | Emiliano Albín      |
| Amonestado | 42' | Mathías Corujo      |
| Amonestado | 61' | Darío Rodríguez     |
| Amonestado | 61' | Juan Manuel Olivera |
| Amonestado | 61' | Nicolás Domingo     |

| Otorgado · Otorgado otra vez · Expulsado | 1', 28' | Nicolás Freitas |

| Árbitro             | Héctor Martínez |
| Árbitros asistentes | Carlos Changala |
| Árbitros asistentes | Robert Muniz    |